# George William Cottrell
George William Cottrell, Jr. (* 16. September 1903 in Detroit, Michigan; † 18. Mai 1995 in Exeter, New Hampshire), häufig G. William Cottrell, war ein US-amerikanischer Herausgeber und Ornithologe.

## Leben
Cottrell war der Sohn von George William Cottrell senior und Florence Helen Cottrell, geborene Chamberlain. Nach seiner Graduierung an der Harvard University im Jahr 1926 erhielt er ein Parker-Reisestipendium, mit dem er für ein Jahr im Ausland studierte. 1930 war er Herausgeber des Werkes Critical Guide: Prepared for the Home study course in World Literature der Columbia University, anschließend Assistenzprofessor an der Englisch-Abteilung der Harvard University, von 1933 bis 1942 Geschäftsführer der Medieval Academy of America sowie Herausgeber des Akademiejournals Speculum.
Nach Eintritt der Vereinigten Staaten in den Zweiten Weltkrieg war er Leiter der Abteilung für biografische Aufzeichnungen in der Forschungs- und Analysestelle im Büro für strategische Dienste in Washington, D.C.
1944 kehrte Cottrell an die Harvard University zurück, wo er Assistent von William A. Jackson, dem ersten Bibliothekar der neugegründeten Houghton Library für seltene Bücher und Manuskripte sowie ab 1945 Herausgeber des Harvard Library Bulletin wurde, eine Position, die er bis zu seinem Ausscheiden im Jahr 1960 innehatte. Von 1960 bis 1988 war er wissenschaftlicher Mitarbeiter und von 1986 bis 1995 Honorarkurator an der ornithologischen Sammlung des Museum of Comparative Zoology. 1975 übersetzte er Erwin Stresemanns 1951 veröffentlichtes Werk Die Entwicklung der Ornithologie, von Aristoteles bis zur Gegenwart unter dem Titel Ornithology: From Aristotle to the Present ins Englische. Von 1979 bis 1987 war er neben Ernst Mayr Mitherausgeber der Check-list of Birds of the World, einem 16-bändigen Standardwerk, das 1931 von James Lee Peters initiiert wurde.
Cottrell war verheiratet und hatte eine Tochter.